# اخبار داغ
اخبار داغ (انگلیسی: Hot News) یک فیلم صامت به کارگردانی کلارنس جی. بدجر است که در سال ۱۹۲۸ منتشر شد. از بازیگران آن می‌توان به ببه دنیلز، بن هال و ماریو کاریلو اشاره کرد.